# Torri di Fraele
Le torri di Fraele sono delle torri di segnalazione, costruite nel 1391 nell'omonima valle (compresa nel comune di Valdidentro) ad un'altezza di 1930 m s.l.m.

## Descrizione

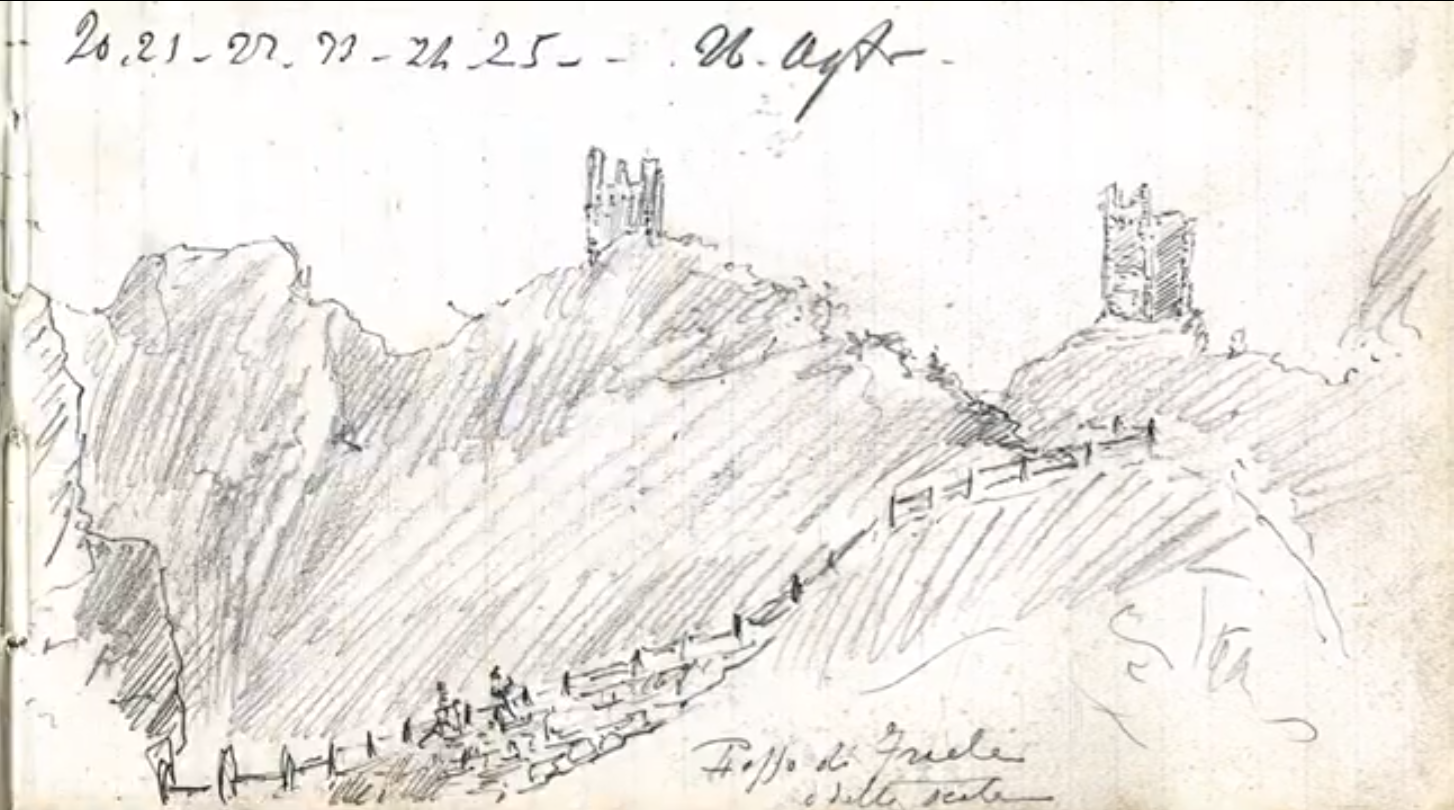
Disegno delle Torri di Fraele di Enrico Alberto d'Albertis (1894)

Le torri, originariamente, facevano parte di una struttura difensiva più ampia, finalizzata alla difesa dell'accesso alla valle. Di tale impianto non è rimasto nulla, eccetto le due torri seppur in stato di rudere.
Le torri sono state costruite utilizzando la pietra presente nelle immediate vicinanze e hanno una forma quadrangolare con spesse mura. L'ingresso è posto in alto per fini di difesa, consentendo così l'accesso unicamente per mezzo di una scala che veniva ritratta in caso di pericolo.
Nella struttura, delle scale interne permettevano di accedere ai diversi piani che venivano illuminati dalle poche feritoie presenti.